# 43.ª Brigada Mixta (Ejército Popular de la República)
La 43.ª Brigada Mixta fue una unidad del Ejército Popular de la República que tomó parte en la Guerra Civil Española. Durante la contienda llegó a operar en los frentes del Centro, Levante y Extremadura.

## Historial
La unidad fue creada el 26 de noviembre de 1936 a partir de las fuerzas que mandaba el teniente coronel Juan Arce Mayora en el frente de Madrid, además de por efectivos de la columna «Escobar» —compuesta a su vez por la antigua columna «Tierra y Libertad» y por guardias civiles del 19.º Tercio de Barcelona—. Con posterioridad se le añadieron fuerzas milicianas procedentes del sector de Toledo. Inicialmente la unidad recibió la denominación de brigada mixta «A».
El 31 de diciembre de 1936 la 43.ª BM fue agregada a la 6.ª División del Cuerpo de Ejército de Madrid. Durante más de un año la unidad permaneció situada en el frente de Madrid, sin tomar parte en operaciones militares de relevancia. A mediados de 1938, ante la ofensiva franquista en el frente de Levante, fue enviada como refuerzo a este sector. Incorporada a la 52.ª División, operaría en el sector de Catarroja. En agosto la brigada fue enviada al frente de Extremadura, quedando situada como unidad de reserva en Hinojosa del Duque. Permanecería situada en este frente hasta el final de la contienda. La unidad dejó de existir a finales de marzo de 1939.
Durante su existencia la 43.ª BM editó un periódico, denominado Frente de Extremadura.

## Mandos
- Teniente coronel Juan Arce Mayora;
- Mayor de milicias Victoriano González Marcos;
- Mayor de milicias Antolín Serrano García;[6]
- Mayor de milicias Miguel Torrús Palomo;

Comisarios
- Rafael Sobrado Cossío;
- Alberto Barral López;[7]

Jefes de Estado Mayor
- comandante de Estado Mayor Federico de la Iglesia Navarro;
- capitán de milicias José Vallejo González;[6]